# Ulica Tadeusza Kościuszki w Suwałkach
Ulica Kościuszki w Suwałkach − jedna z najważniejszych, a zarazem najdłuższa ulica w Suwałkach. Posiada zabudowę klasycystyczną i znajdują się przy niej m.in.:
- Ratusz
- Muzeum Okręgowe w Suwałkach
- Park Konstytucji 3 Maja

Stanowiła część tzw. traktu kowieńskiego (Prospektu Petersburskiego) prowadzącego z Warszawy do Petersburga przez Kowno. Przy ulicy stoją budynki zaprojektowane przez takich architektów jak Antonio Corazzi, Piotr Aigner, Henryk Marconi czy Karol Majerski. O ulicy napisano „skupia w sobie niemal całe życie suwalczan; przy niej usadowiły się najpiękniejsze gmachy, biura, hotele, a na placach sąsiednich, jako odnogach – świątynie”.
Przez ulicę prowadzi Szlak turystyczny im. Marii Konopnickiej „Krasnoludki są na świecie”, którego obok Muzeum Marii Konopnickiej umiejscowione są plenerowe figury krasnali Pakuły i Mikuły, bohaterów baśni O krasnoludkach i o sierotce Marysi Marii Konopnickiej.

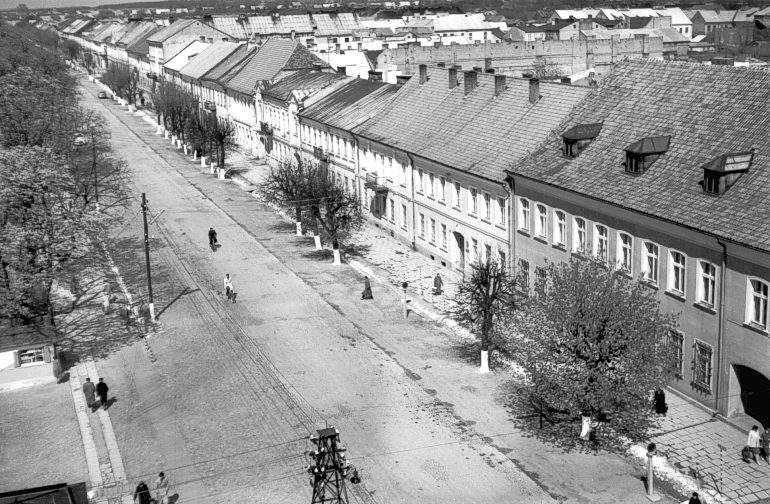
Ulica Kościuszki w 1957 roku.
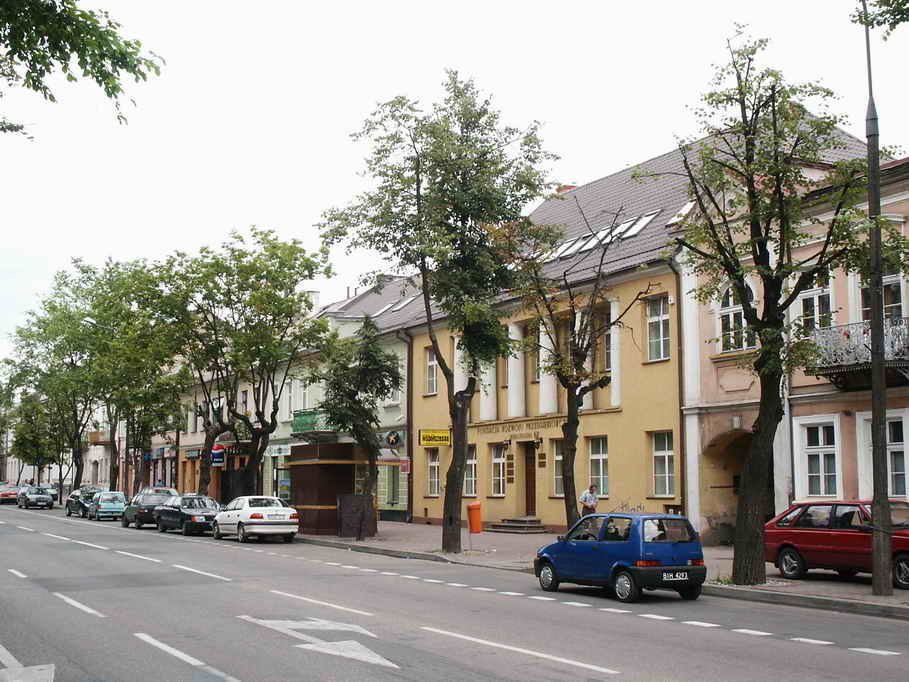
Ulica Kościuszki
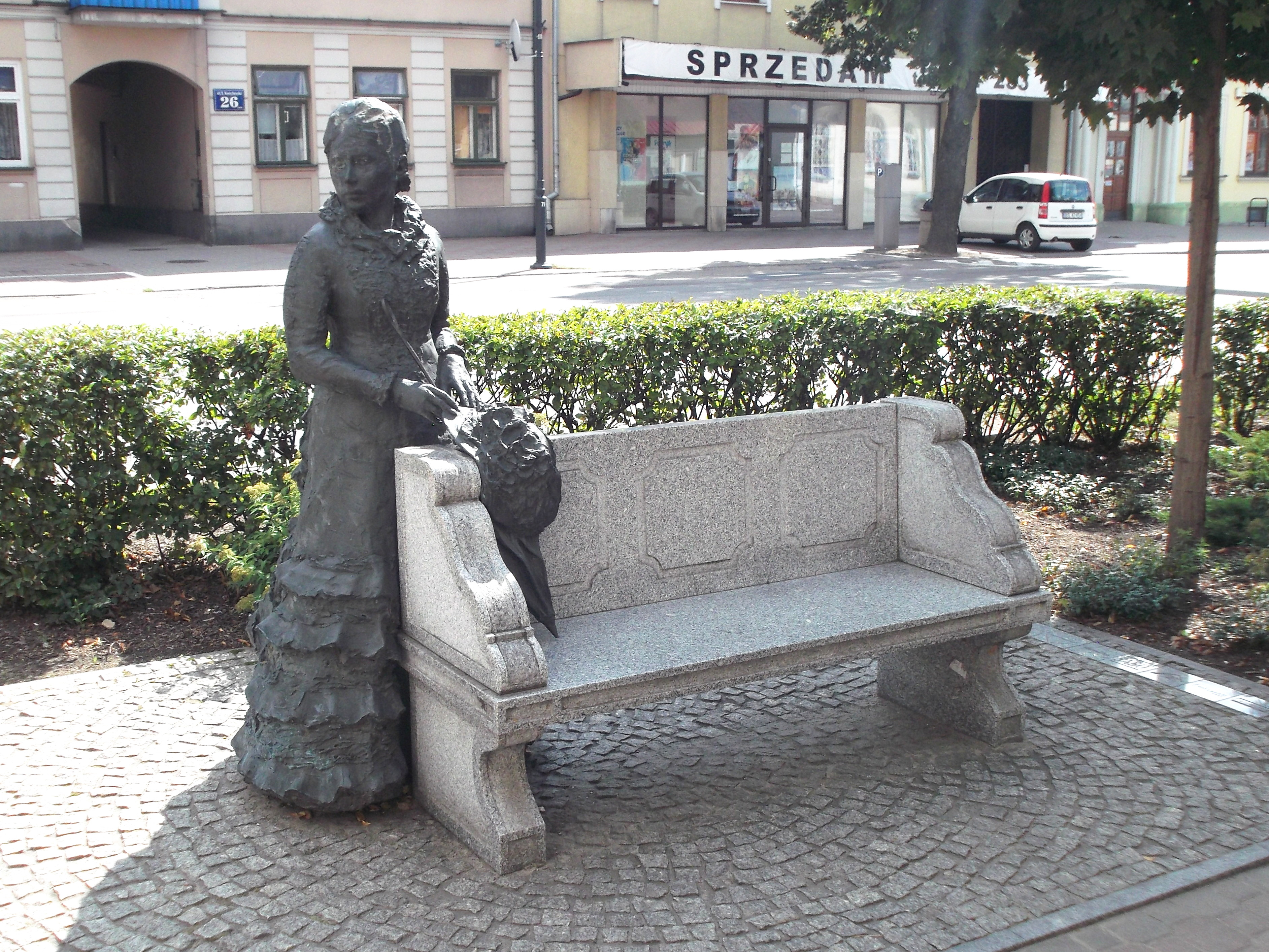
Ławeczka Marii Konopnickiej
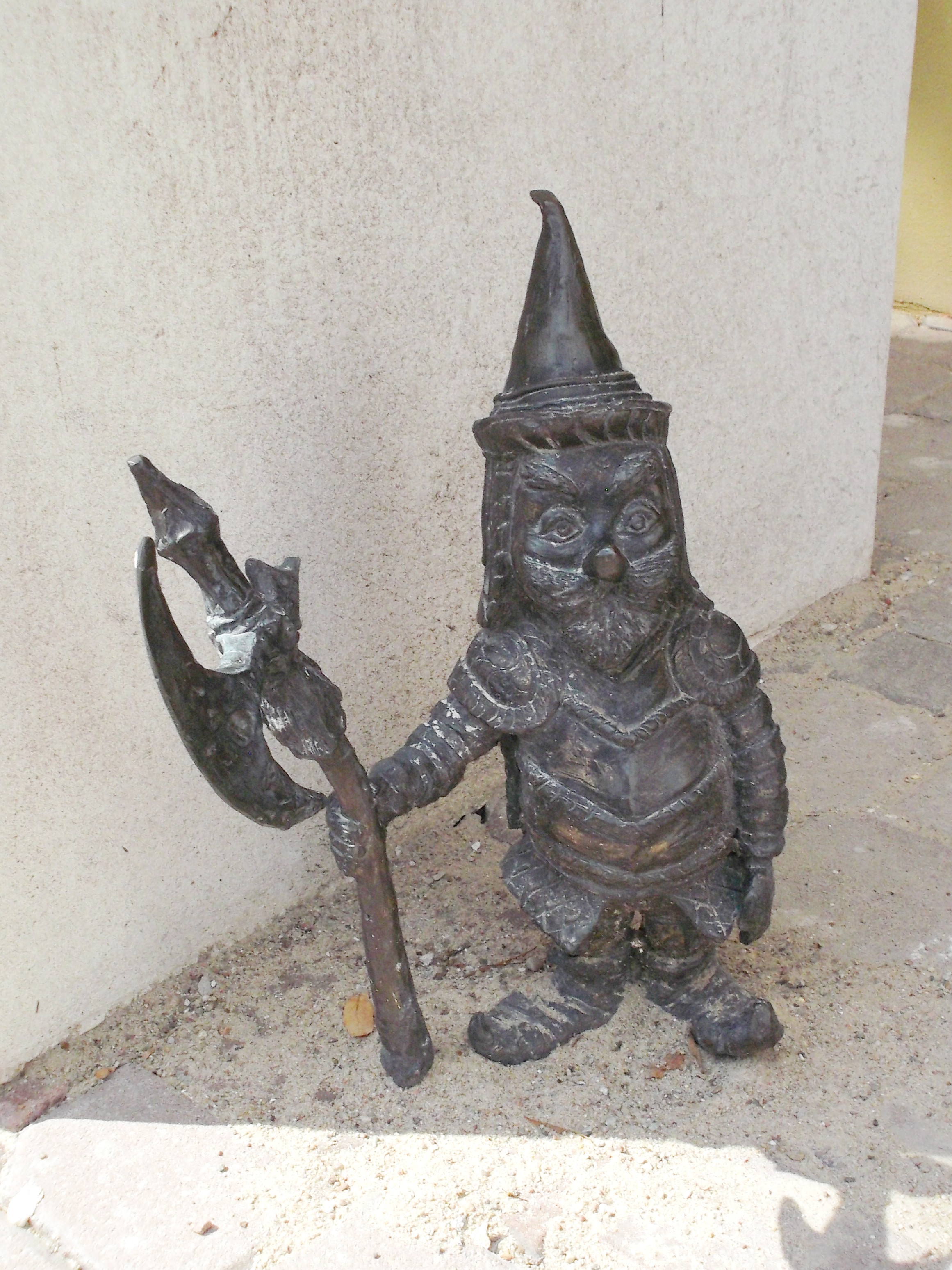
Figurka krasnala